# Биксби (Тексас)
Биксби (енгл. Bixby) насељено је место без административног статуса у америчкој савезној држави Тексас.

## Демографија
По попису из 2010. године број становника је 504, што је 148 (41,6%) становника више него 2000. године.
| Група             | 2000.       | 2010.       |
| Белци             | 78 (21,9%)  | 101 (20,0%) |
| Афроамериканци    | 0 (0,0%)    | 1 (0,2%)    |
| Азијати           | 1 (0,3%)    | 0 (0,0%)    |
| Хиспаноамериканци | 274 (77,0%) | 400 (79,4%) |
| Укупно            | 356         | 504         |